# Fernando de Noronha
Fernando de Noronha is een Braziliaanse archipel in de Atlantische Oceaan ten oosten van de deelstaat Pernambuco. Ze bestaat uit 21 eilanden en staat op de Werelderfgoedlijst van UNESCO.
Het belangrijkste eiland, Fernando de Noronha, is 17 km² groot en vormt daarmee 91% van het totale oppervlak. Overige eilanden van enig belang zijn Rata, Sela Gineta, Cabeluda en São Jose, en de kleinere eilandjes Leão en Viúva.
Bestuurlijk valt de archipel onder de staat Pernambuco en wordt bestuurd door een gouverneur die door de staat wordt aangewezen. Hij ligt 545 km van Recife, de hoofdstad van Pernambuco, en 360 km van Natal, de hoofdstad van Rio Grande do Norte. In 2012 woonden er 2.718 personen
(in 2007 nog 2.801).
Fernando de Noronha geniet bekendheid als zogenaamde "scoring gate" (verplicht passagepunt) in de etappe van Europa naar zuidelijk Afrika in de Volvo Ocean Race.

## Eilanden
- Fernando de Noronha
- Rata
- Meio
- Rasa
- Sāo José
- Cuscuz
- Lucena
- Chapéu do Nordeste
- Cabeluda
- Chapéu da Sudeste
- Ovos
- Trinta-Réis
- Conceição (ook Morro de Fora)
- Sela Gineta
- Dois Irmāos
- Ilha do Frade
- Morro do Leāo
- Morro da Viuvinha
- Pedras Secas
- Diverse naamloze rotsformaties

## Galerij

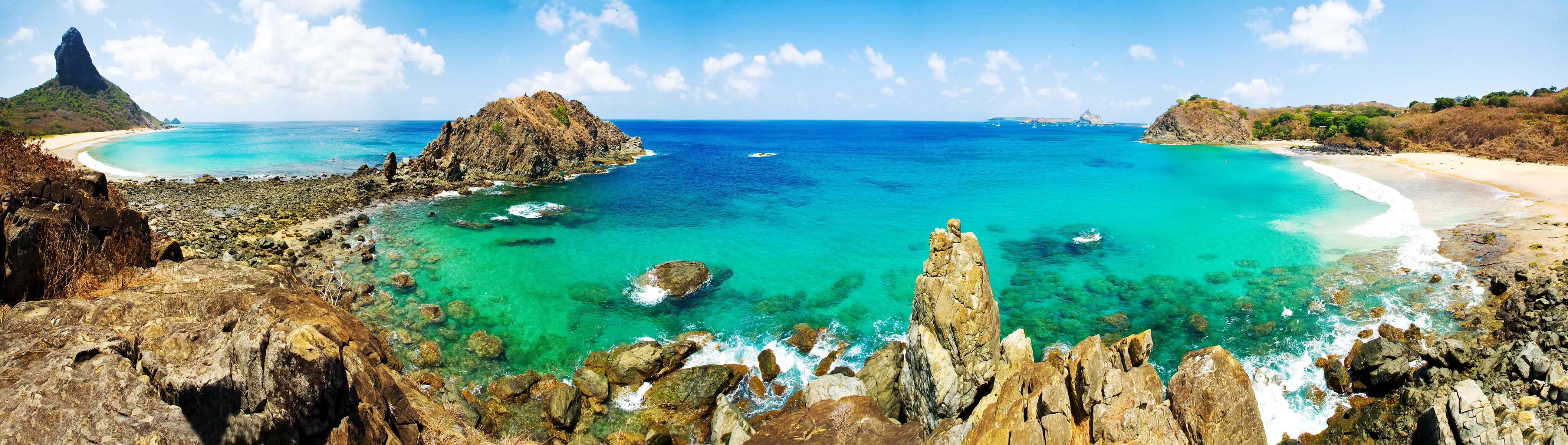
Het Cachorrostrand